# The Killing (série télévisée, 2007)
Cet article concerne la série danoise. Pour la série américaine adaptée, voir The Killing (série télévisée, 2011).
Pour les articles homonymes, voir Killing.
The Killing (danois : Forbrydelsen, littéralement « le crime ») est une série télévisée danoise en 40 épisodes de 55 minutes créée par Søren Sveistrup et diffusée du 7 janvier 2007 au 25 novembre 2012 sur DR 1.
En France, la série est diffusée à partir du 18 mai 2010 sur Arte et sur TPS Star et dès le 8 septembre 2013 sur Numéro 23 puis rediffusée sur Polar+ dès le 5 novembre 2017.
La deuxième saison a remporté la Nymphe d'or de la meilleure production européenne au Festival de télévision de Monte-Carlo 2010 et le BAFTA Television Award 2011 de la meilleure série internationale. La série a été arrêtée au bout de trois saisons.
La chaîne américaine AMC en a fait un remake, The Killing, diffusé à partir d'avril 2011.

## Fiche technique
- Réalisateurs : Kristoffer Nyholm, Charlotte Sieling, Hans Fabian Wullenweber
- Scénaristes : Soren Sveistrup, Michael W. Horsten, Torleif Hoppe
- Production : DR
- Producteur : Piv Bernth
- Musique : Frans Bak

## Première saison (2007)

### Synopsis

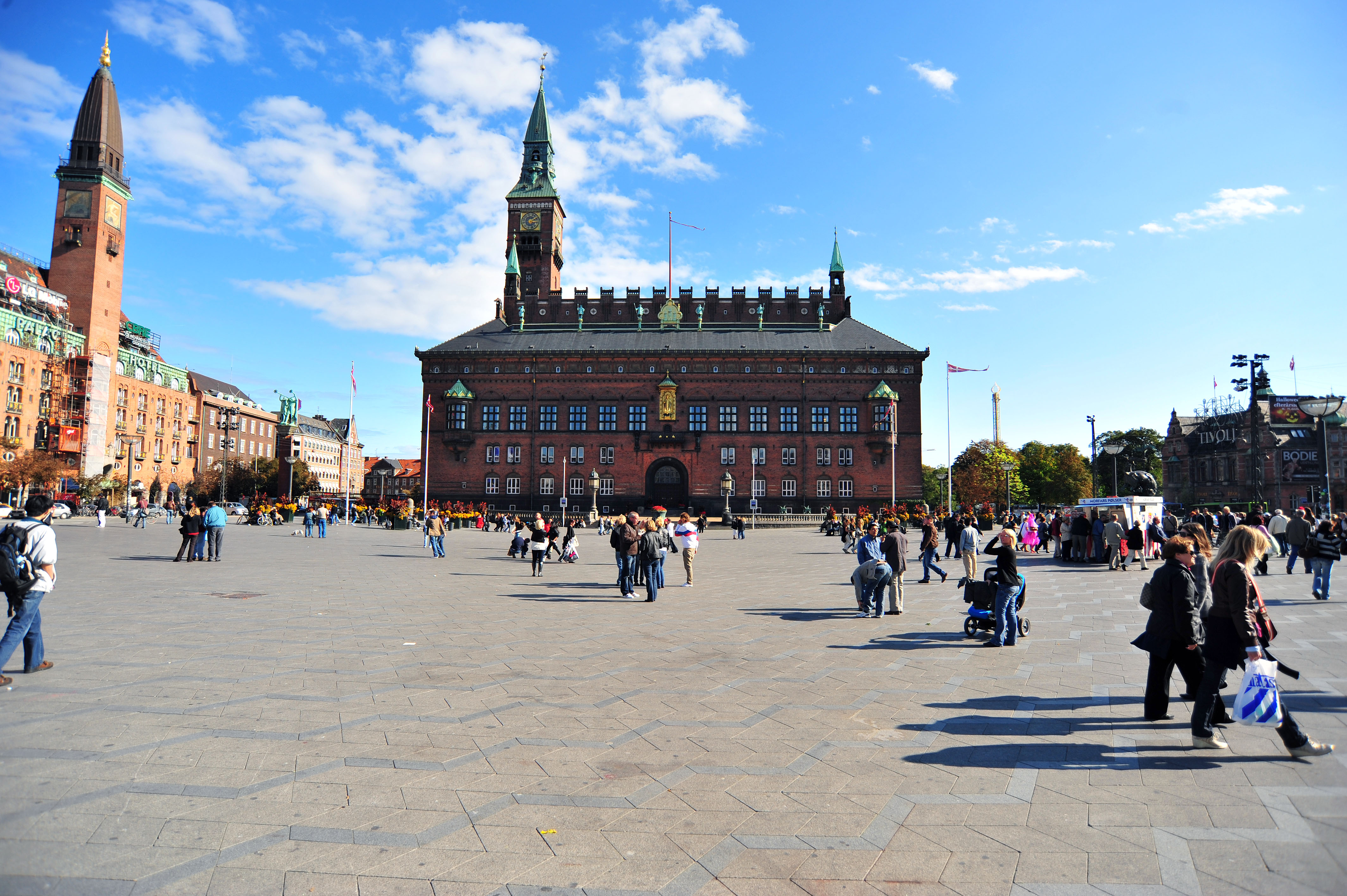
Rådhuspladsen : la place de l'Hôtel-de-Ville à Copenhague.

Alors que Sarah Lund s'apprête à quitter le service de police de Copenhague pour s'installer à Stockholm où elle suit son fiancé, une jeune fille de 19 ans, Nanna Birk Larsen, est retrouvée morte : elle aurait été violée et assassinée. 
Avec l'aide de son remplaçant, Jan Meyer, Sarah recherche le meurtrier. L'affaire se complique lorsque le principal candidat à la mairie de Copenhague se retrouve mêlé à l'affaire.

### Distribution
- Sofie Gråbøl (VF : Barbara Kelsch) : Sarah Lund
- Søren Malling (VF : Bertrand Liebert) : Jan Meyer
- Lars Mikkelsen (VF : Patrick Béthune) : Troels Hartmann
- Bjarne Henriksen (VF : Éric Herson-Macarel) : Theis Birk Larsen
- Ann Eleonora Jørgensen (VF : Ivana Coppola) : Pernille Birk Larsen
- Marie Askehave (VF : Agathe Schumacher) : Rie Skovgaard
- Morten Suurballe (VF : Bernard Metraux) : Lennart Brix
- Michael Moritzen (da) (VF : Guy Perrot) : Morten Weber
- Mads Wille (da) : Frederik Holst
- Jesper Lohmann (da) (VF : Constantin Pappas) : Jens Holck
- Jakob Cedergren : Phillip Dessau
- Nicolaj Kopernikus (da) (VF : Thierry Redler) : Vagn Skærbæk
- Laura Christensen (da) (VF : Alexia Papineschi) : Lisa
- Cyron Melville (da) : Oliver Schwandorff
- Lotte Bergstrøm : Læge

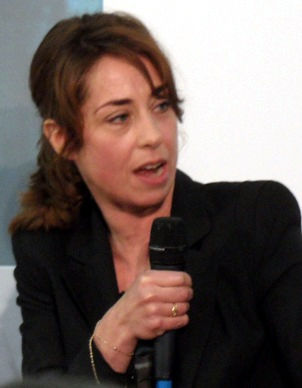
Sofie Gråbøl (2011).

Version française : Audiophase pour Arte
Adaptation : Rachel Campard
Direction artistique : Julien Thomast

### Épisodes
1. Jour 1 - Lundi 3 novembre (Épisode 1)
2. Jour 2 - Mardi 4 novembre (Épisode 2)
3. Jour 3 - Mercredi 5 novembre (Épisode 3)
4. Jour 4 - Jeudi 6 novembre (Épisode 4)
5. Jour 5 - Vendredi 7 novembre (Épisode 5)
6. Jour 6 - Samedi 8 novembre (Épisode 6)
7. Jour 7 - Dimanche 9 novembre (Épisode 7)
8. Jour 8 - Lundi 10 novembre (Épisode 8)
9. Jour 9 - Mardi 11 novembre (Épisode 9)
10. Jour 10 - Mercredi 12 novembre (Épisode 10)
11. Jour 11 - Jeudi 13 novembre (Épisode 11)
12. Jour 12 - Vendredi 14 novembre (Épisode 12)
13. Jour 13 - Samedi 15 novembre (Épisode 13)
14. Jour 14 - Dimanche 16 novembre (Épisode 14)
15. Jour 15 - Lundi 17 novembre (Épisode 15)
16. Jour 16 - Mardi 18 novembre (Épisode 16)
17. Jour 17 - Mercredi 19 novembre (Épisode 17)
18. Jour 18 - Jeudi 20 novembre (Épisode 18)
19. Jour 19 - Vendredi 21 novembre (Épisode 19)
20. Jour 20 - Samedi 22 novembre (Épisode 20)

## Deuxième saison (2009)
La deuxième saison est diffusée sur Arte à partir du 6 septembre 2011. 

### Synopsis
Dix jours après la découverte du corps d'une avocate, le chef de la criminelle de Copenhague se trouve dans l'impasse et décide de faire appel à l'ancienne inspectrice Sarah Lund pour résoudre l'enquête.

### Distribution
- Sofie Gråbøl : Sarah Lund
- Morten Suurballe : Lennart Brix
- Mikael Birkkjær : Ulrik Strange
- Nicolas Bro : Thomas Buch
- Kurt Ravn (da) : Gert Grue Eriksen
- Ken Vedsegaard (da) : Jens Peter Raben

### Épisodes
1. Jour 1 - Lundi 14 novembre (Épisode 1)
2. Jour 2 - Mardi 15 novembre (Épisode 2)
3. Jour 3 - Mercredi 16 novembre (Épisode 3)
4. Jour 4 - Jeudi 17 novembre (Épisode 4)
5. Jour 5 - Vendredi 18 novembre (Épisode 5)
6. Jour 6 - Samedi 19 novembre (Épisode 6)
7. Jour 7 - Dimanche 20 novembre (Épisode 7)
8. Jour 8 - Lundi 21 novembre (Épisode 8)
9. Jour 9 - Mardi 22 novembre (Épisode 9)
10. Jour 10 - Mercredi 23 novembre (Épisode 10)

## Troisième saison (2012)
La troisième saison est diffusée à partir de septembre 2012 au Danemark. En France, elle est diffusée depuis le 15 mars 2014 sur la chaîne Cine+ Premier et sur Arte à partir du 3 juillet 2014.

### Synopsis
L'inspectrice Sarah Lund s'apprête à fêter ses vingt-cinq ans de service au sein de son équipe à Copenhague. Alors qu'elle accueille son nouveau coéquipier Asbjorn Juncker, plusieurs manifestations violentes éclatent dans différents quartiers de la ville. Ces troubles sont liés à la crise sociale et politique que traverse le pays, renforcée par l'approche des élections législatives. Dans ce contexte tendu, le cadavre mutilé d'un homme est retrouvé dans le port.

### Distribution
- Sofie Gråbøl : Sarah Lund
- Morten Suurballe : Lennart Brix
- Nikolaj Lie Kaas : Mathias Borch
- Sigurd Holmen le Dous : Asbjørn Juncker
- Olaf Johannessen : Kristian Kamper
- Anders W. Berthelsen : Robert Zeuthen
- Helle Fagralid : Maja Zeuthen
- Christian Tafdrup : Thorsten Seifert

### Épisodes
1. Jour 1 - Mercredi 9 novembre (Épisode 1)
2. Jour 2 - Jeudi 10 novembre (Épisode 2)
3. Jour 3 - Vendredi 11 novembre (Épisode 3)
4. Jour 4 - Samedi 12 novembre (Épisode 4)
5. Jour 5 - Dimanche 13 novembre (Épisode 5)
6. Jour 6 - Lundi 14 novembre (Épisode 6)
7. Jour 7 - Mardi 15 novembre (Épisode 7)
8. Jour 8 - Mercredi 16 novembre (Épisode 8)
9. Jour 9 - Jeudi 17 novembre (Épisode 9)
10. Jour 10 - Vendredi 18 novembre (Épisode 10)

## Arrêt de la série
Malgré le succès de la série, son réalisateur a choisi d'y mettre un terme et de ne pas se lancer dans une quatrième saison. Il relève que le scénario initial était conçu comme une trilogie, et il précise : « Je voulais que le dernier chapitre soit aussi bon que les autres. Il y a beaucoup de mauvaises séries à la télévision, et je ne voulais pas devenir l’un de ces programmes qui ne fonctionnent plus. » De son côté, Sofie Gråbøl, l'actrice principale, a déclaré trouver beau que l'on mette un terme à une histoire. Mais elle ajoute : « Je me sens un peu comme si je venais de divorcer, c’est donc un mélange entre une grande douleur et un grand soulagement. C’est la bonne décision d’y mettre fin. Vous pleurez, mais vous êtes également prêt à passer à autre chose. » Et elle souligne qu'elle ne s'est jamais lassé de son personnage au cours des sept ans de tournage et que Sarah Lund reste en quelque sorte un mystère, autant pour l'actrice qui l'a incarnée que pour le public : « Il y a tellement de choses que nous ne savons pas au sujet de Sarah. En ce sens, elle ne m’appartient pas réellement et je n’en sais pas plus sur elle que le public finalement. »

## Audiences
Au Danemark, la série remporte un vif succès public. En effet, la série réunit 2 millions de téléspectateurs pour une population de 5,5 millions d’habitants.
Au Royaume-Uni, sur BBC Four, la série atteint 600 000 téléspectateurs, devançant parfois la série Mad Men.
En France, Arte rediffuse en août 2012 la première saison en prime time et réunit plus de 590 000 téléspectateurs. La série est, à nouveau, diffusée sur Arte du 25 juin 2020 au 31 mars 2021

## Distinctions
- Crime Thriller Awards 2011 de l'International TV Dagger, meilleure actrice pour Sofie Gråbøl et meilleure actrice dans un second rôle pour Ann Eleonora Jørgensen
- BAFTA Television Award 2011 de la meilleure série télévisée internationale
- Nymphe d'or de la meilleure production européenne au Festival de télévision de Monte-Carlo 2010
- Nommé à l'International Emmy Awards 2007 de la meilleure série dramatique
- Nommé à l'International Emmy Awards 2008 de la meilleure actrice pour Sofie Gråbøl

## Adaptations
La chaîne américaine AMC en a fait un remake, diffusé à partir d'avril 2011.
Aux États-Unis, la première saison de la version originale danoise a été adaptée en roman par David Hewson en 2012 (The Killing, éd. Macmillan), traduit en français chez J'ai Lu.